# 木下俊哲
木下 俊哲（きのした としあき、明治6年（1873年）2月23日 - 昭和11年（1936年）4月22日）は、明治から昭和期の華族（子爵）。環山と号した。位階は正三位。旧日出藩主木下家17代。

## 経歴・人物
1873年2月23日、旧日出藩主（最後の藩主）木下俊愿の三男として生まれる。1884年7月8日、前日の華族令公布により、子爵を叙爵する。大正の終わり頃には、俊哲が何件もの連帯保証人となっていたことから、取り付けにあい、日出城二の丸にあった家屋敷や先祖代々の家宝を手放す。これにより、一家は日出から京都に出て、後に東京に移る。その後、華族会館分館の主事を務めた。1936年4月22日死去。享年63歳。墓所は青山霊園1-イ2-25で、神式で葬られた。

## 親族
父は木下俊愿（1837年生）、母の綾子(1850年生)は伏原宣諭（伏原宣明の子）の娘。俊哲は兄に俊忠がいるが、兄を差し置いて俊哲が父親の跡を継いだ理由は不明である。なお俊忠は1928年2月9日に死去している。妻は公家出身の子爵の平松時厚の娘・速子。長男の木下俊凞は1936年の俊哲の死により子爵を襲爵した。娘の木下雅子は出雲大社教管長で千家男爵家分家の千家尊宣（千家尊福の弟・尊紀の五男）の後妻となった。千家尊福は母の妹の夫、母の兄に伏原宣足がいる。